# Santa Catarina Mechoacán
Santa Catarina Mechoacán là một đô thị thuộc bang Oaxaca, México. Năm 2005, dân số của đô thị này là 4409 người.